# Anatoma tobeyoides
Anatoma tobeyoides is een slakkensoort uit de familie van de Anatomidae. De wetenschappelijke naam van de soort is voor het eerst geldig gepubliceerd in 2004 door Geiger & Jansen.